# Roberto Braatz
Roberto Braatz (født 3. oktober 1967) er en brasiliansk fodbolddommer, som dømmer i den brasilianske liga. Han ble FIFA-dommer i 2005, og dømmer som linjedommer. Han har dømt en gang i  VM 2010 hvor han var linjedommer for Carlos Eugênio Simon fra Brasilien.